# Michel II Le Bouteux
Pour les articles homonymes, voir Michel Le Bouteux.
Michel II Le Bouteux (né avant 1623 et mort entre 1696 et 1716) est un jardinier français, fleuriste ordinaire du roi Louis XIV.

## Biographie
Fils de Michel Le Bouteux (~1600 - ~1650), jardinier du duc de Vendôme et issu d'une lignée de jardiniers parisiens, il travaille particulièrement au Grand Trianon, chargé des fleurs et des orangeries. Il y développe surtout la culture en pot des fleurs, afin de faciliter leur changement à vue. D'après Le Nôtre, près de deux millions de pots sont utilisés. Il réussit également à y cultiver les orangers en pleine terre, un exploit pour l'époque. Pour les énormes frais nécessaires, il reçoit dix-huit mille livres de gages par an.
En 1692, il succède aux nièces de Le Nôtre aux Tuileries (toujours chargé des orangeries). Il est également jardinier au château de Maintenon et au château de Fontainebleau.
Il épouse en 1647 une petite-nièce de Le Nôtre et est le père de Michel III Le Bouteux (~1648 - ~1694), qui deviendra contrôleur général des bâtiments du roi

## Sources
- Dominique Garrigues, Jardins et jardiniers de Versailles au Grand Siècle, Époques, octobre 2001,  (ISBN 2876733374) (Voir sur Google Books), p. 140 et suivantes